# Индивидуальное жилищное строительство
Индивидуа́льное жили́щное строи́тельство (ИЖС) — форма обеспечения граждан жилищем путём строительства домов на праве личной собственности, выполняемого при непосредственном участии граждан или за их счёт (СП 30-102-99). Объект индивидуального жилищного строительства — отдельно стоящий жилой дом с количеством этажей не более трех, предназначенный для проживания одной семьи (ГрКРФ). Обычно с возможностью регистрации по месту жительства на землях с разрешенным видом использования «для ИЖС» (в городах, рабочих поселках, сельской местности). К прочим объектам индивидуального жилищного строительства относятся также пристройки, надстройки к ним, мансардные этажи, хозяйственные и прочие постройки на участке домовладения, в том числе усадебные жилые дома.

## Разрешение на индивидуальное жилищное строительство
Согласно требованиям ч. 9, ст. 51 ГрКРФ:
«9. В целях строительства, реконструкции, капитального ремонта объекта индивидуального жилищного строительства застройщик направляет… заявление о выдаче разрешения на строительство. <…> 1) правоустанавливающие документы на земельный участок; 2) градостроительный план земельного участка; 3) схема планировочной организации земельного участка с обозначением места размещения объекта индивидуального жилищного строительства. <…> 19. …
Заявитель освобожден от обязанности в предоставлении правоустанавливающих документов на земельный участок и градостроительного плана. так как: в части 9.1.ст. 51 ГрКРФ уточнено, что „ документы (их копии или сведения, содержащиеся в них), указанные в пунктах 1 и 2 части 9 настоящей статьи, запрашиваются органами, указанными в абзаце первом части 9 настоящей статьи, в государственных органах, органах местного самоуправления и подведомственных государственным органам или органам местного самоуправления организациях, в распоряжении которых находятся указанные документы в соответствии с нормативными правовыми актами Российской Федерации, нормативными правовыми актами субъектов Российской Федерации, муниципальными правовыми актами, если застройщик не представил указанные документы самостоятельно“.
(часть 9.1 введена Федеральным законом от 01.07.2011 N 169-ФЗ)
С 04.08.2018 разрешение на строительство объекта ИЖС или садового дома не требуется. Нужно подавать уведомление. Уведомление о планируемом строительстве или реконструкции объекта индивидуального строительства или садового дома. Например, в Москве его нужно подавать в Комитет государственного строительного надзора города Москвы. В ответ на поданное уведомление, уполномоченный орган в течение семи рабочих дней должен ответить либо уведомлением о соответствии планируемом строительстве, или о его не соответствии.
Разрешение на индивидуальное жилищное строительство выдается на десять лет».

## Размеры и общий план

Строительство частного дома

Согласно «Общим положениям» СП 55.13330.2011, СНиП, в состав помещений одноквартирного жилого дома как минимум входят: жилая комната, кухня-столовая, ванная комната (душевая), туалет, кладовая (встроенные шкафы), при отсутствии централизованного теплоснабжения — помещение теплогенераторной. Должны быть предусмотрены отопление, вентиляция, водоснабжение, канализация, электроснабжение. Минимальные площади помещений: общая жилая комната, гостиная — 12 м²; спальня — 8 м² (при размещении её в мансарде — 7 м²); кухня — 6 м² (при наличии газового котла — 8 м²). Ширина кухни, кухонной зоны — 1,7 м; передней — 1,4 м; внутриквартирных коридоров — 0,85 м; ванной — 1,5 м; туалета — 0,8 м. Высота жилых комнат и кухни — не менее 2,7 м (в IА, IБ, IГ, IД и IIA климатических районах по СНиП 23-01), в остальных — не менее 2,5 м; в мансарде не менее 2,3 м; в коридоре не менее 2,1 м. Усадебный, одно-двухквартирный дом по санитарно-бытовым условиям должен отстоять от красной линии улиц не менее чем на 5 м, от красной линии проездов — не менее чем на 3 м. До границы соседнего приквартирного участка расстояния должны быть не менее — 3 м. Предельные размеры выделяемых земельных участков под ИЖС до 2015 года составляли: в городе — до 0,10 Га; в городских поселках — до 0,15 Га; на селе — до 0,25 Га.

## Проект на объект индивидуального жилищного строительства

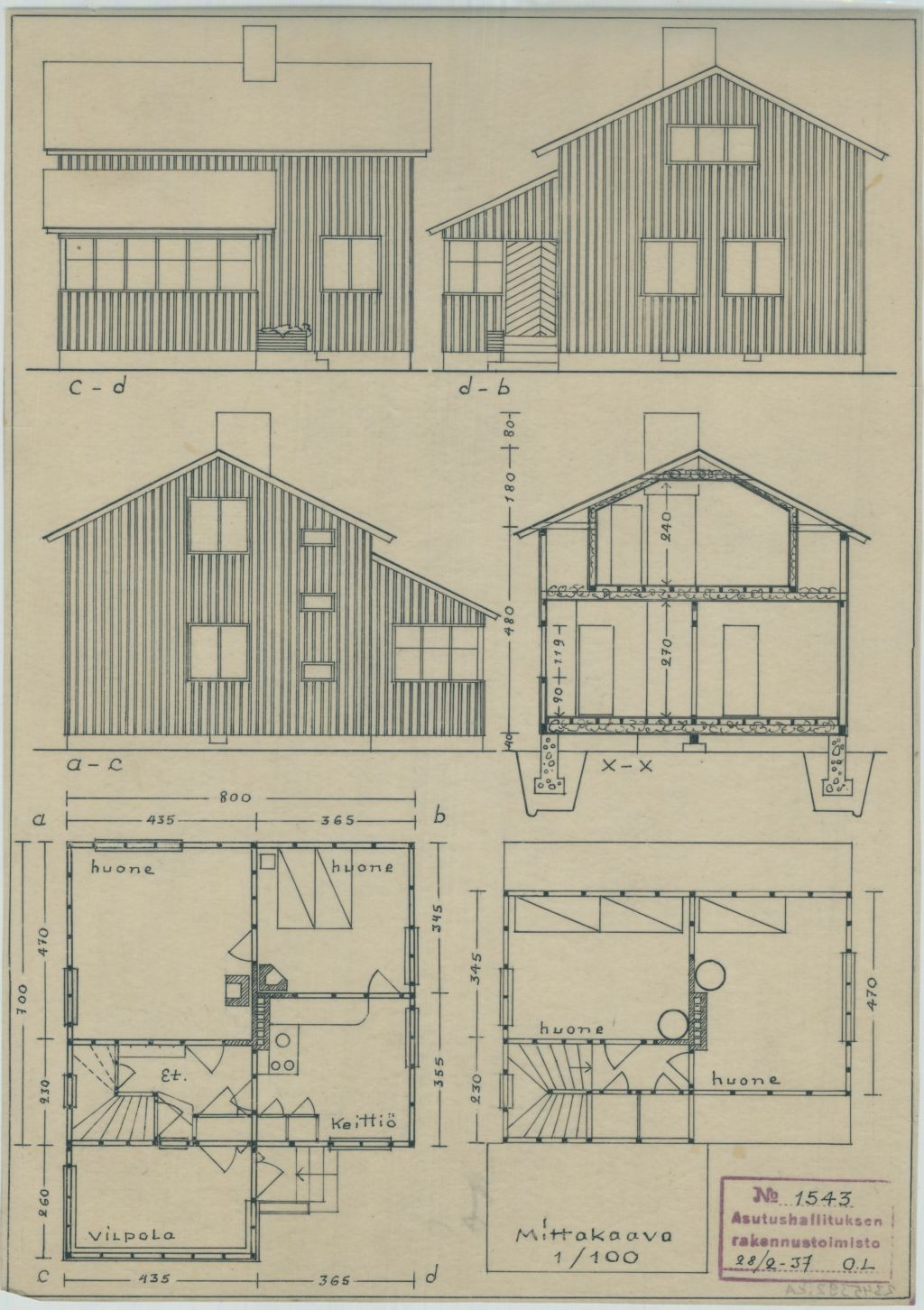
План частного дома. Финляндия, 1937 год

Проект на строительство частного жилого дома включает в себя две основные части: архитектурно-строительную и инженерную.
В примерный состав проектно-технической документации входят (по СП 11-111-99 и СПДС):
1. Ситуационный план (М1:500);
2. Топосъемка участка с прилегающей частью улицы (М1:500);
3. Генеральный план участка: с вертикальной планировкой и привязкой проекта к местности (М1:200—1:1000);
4. План подвала (техподполья, цокольного этажа);
5. Планы этажей (М1:100, 1:50);
6. Фронтальный и боковой фасады зданий (М1:50, 1:100);
7. Разрезы дома (характерные) (М1:100, 1:50);
8. Планы перекрытий и покрытий неповторяющихся этажей (М1:100);
9. План и спецификация элементов стропильной конструкции крыши (М1:100);
10. План кровли (М1:100, 1:200);
11. План фундаментов (М1:100, 1:50);
12. Сечение фундаментов (продольные и поперечные разрезы), характерные архитектурно-строительные узлы и детали (М1:10, 1:20);
13. Общая пояснительная записка и технико-экономические показатели;
14. Сметно-финансовый расчет стоимости строительства;
15. Чертежи инженерного обеспечения (по заданию на проектирование);
  1. Раздел по электрике, принципиальная схема и главный распределительный щит, схема громоотводной установки;
  2. Раздел по водопроводу и канализации, схема канализационной установки, аксонометрическая схема установки холодной и горячей воды;
  3. Раздел по отоплению и вентиляции, схема установки системы отопления;
  4. Раздел по газовой установке, схема расположения газовой установки;
16. Паспорт проекта.

Государственная экспертиза не проводится в отношении проектной документации объектов ИЖС (ч. 2, ст. 49 ГрКРФ). Осуществление подготовки проектной документации не требуется при строительстве, реконструкции, капитальном ремонте объектов индивидуального жилищного строительства. Застройщик по собственной инициативе вправе обеспечить подготовку проектной документации применительно к объектам индивидуального жилищного строительства (ч. 3, ст. 48 ГрКРФ).

### Паспорт проекта частного жилого дома
Примерный перечень материалов, входящих в паспорт проекта частного жилого дома (СП 11-111-99):
1. Договор на строительство частного жилого дома на праве личной собственности на отведенном земельном участке;
2. Постановление Администрации о разрешении строительства;
3. Документ, удостоверяющий право застройщика на земельный участок;
4. Архитектурно-планировочное задание (АПЗ);
5. Задание на проектирование частного жилого дома и хозяйственных построек;
6. Ситуационный план;
7. Выкопировка из генерального плана соответствующей градостроительной документации;
8. Инженерно-геологические изыскания (при необходимости);
9. Технические условия присоединения к инженерным сетям (ТУ) со схемой;
10. Планы этажей, фасады, разрезы;
11. Акт о натурном установлении границ земельного участка и разбивки строений (со схемой выноса в натуру).

## Регистрация ИЖС
Основаниями для регистрации права собственности гражданина на объект индивидуального жилищного строительства, являются:
1. документы, подтверждающие факт создания такого объекта недвижимого имущества и содержащие его описание;
2. правоустанавливающий документ на земельный участок (если право заявителя ранее не было зарегистрировано).

Согласно ч. 4, ст. 25.3 № 122-ФЗ от 21 июля 1997 г. «О государственной регистрации прав на недвижимое имущество и сделок с ним»: документами, подтверждающими факт создания объекта индивидуального жилищного строительства и содержащими описание такого объекта, являются кадастровый паспорт и разрешение органа местного самоуправления на ввод объекта в эксплуатацию. Выдача разрешения на ввод объекта в эксплуатацию регулируется ст. 55 ГрКРФ.
Технический и кадастровый (после присвоения почтового адреса) паспорт здания — выдается в Бюро технической инвентаризации (БТИ). Составление технического плана регламентируется ст. 41 № 221-ФЗ от 24 июля 2007 г. «О государственном кадастре недвижимости».